# Ladislav Šimůnek
Ladislav Šimůnek (né le 4 octobre 1916 en Autriche-Hongrie, aujourd'hui en République tchèque et mort le 7 décembre 1969) était un footballeur international tchécoslovaque, qui évoluait en tant qu'attaquant.

## Biographie

### Club
Il évolue durant sa carrière de club dans l'équipe du championnat tchécoslovaque du Slavia Prague.

### International
Il joue 4 matchs avec l'équipe de Tchécoslovaquie.
Il participe notamment à la coupe du monde 1938 en France, où son équipe parvient jusqu'en quarts-de-finale.